# Plains (North Lanarkshire)
Pour les articles homonymes, voir Plains.
Plains est un village situé dans le North Lanarkshire, en Écosse.